# アートン・キャピタル
アートン・キャピタル（英語: Arton Capital）は、カナダのモントリオールに本社を置く、グローバル公民権のファイナンシャル・アドバイザリー・サービスを行う企業である。
2006年、アーマンド・アートンによって創立され、グローバル公民権に特化した数々のサービスを提供しており、特に投資家向けのプログラムに力を入れている 。
居住および市民権プログラムの促進、投資契約の仲介、世界のパスポートのランキングである「Passport Index」を含むいくつかの評価ツールの運営などを行っている。

## 事業

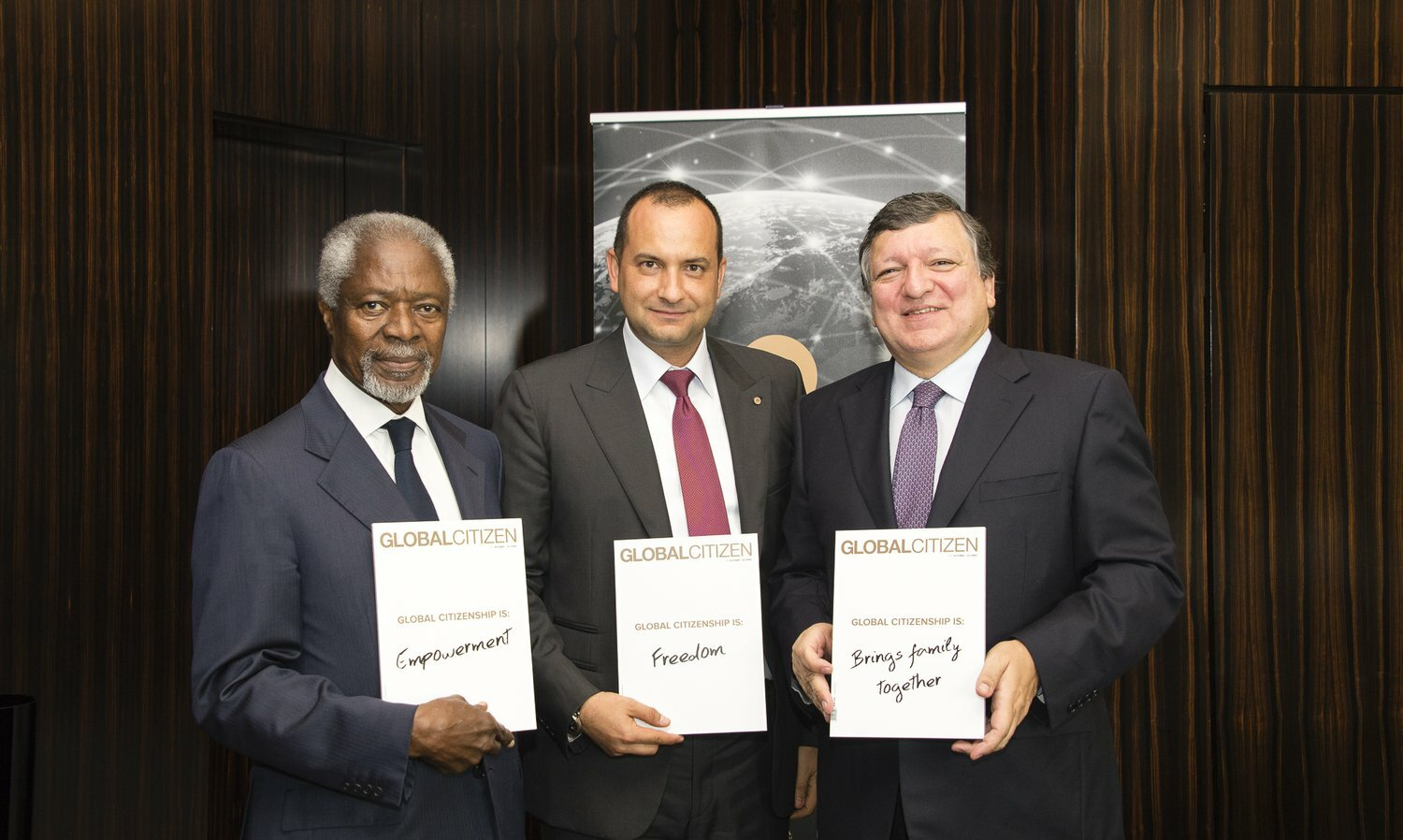
モナコで開催された「2015 Global Citizen Forum」で、コフィー・アナン第7代国連事務総長（左）、ジョゼ・マヌエル・ドゥラン・バローゾポルトガル元首相（右）と一緒に写るアーマンド・アートン（中央）

### 国家に対する助言事業
アートン・キャピタルは、複数の国家の政府と協力しており、デューディリジェンスの調査、マネーロンダリングやテロ資金の対策など、リスク管理について様々な助言を行っている。

### 投資助言業
世界中のパスポートが提供する各国への移動の自由とビザなし渡航に基づいていたランキングである「Passport Index」を提供しており、様々な国籍の人がビザなしまたは到着時にビザを取得することをどれだけ「歓迎」しているかによって、目的地を評価している。助言業に加え、アートンキャピタルは、フィランソロピーレポートなど、富の動向に関する調査を委託している。

### オンラインツール
コスト、スピード、モビリティ、クオリティ・オブ・ライフ、シンプルさの5つの要素でランク付けされた「Arton Index」を提供している。コストを最も高く評価し、100点満点の合計スコアを算出している。